# Fools Gold
Fools Gold è un singolo dei Fitz and The Tantrums, pubblicato il 5 settembre 2014 come terzo estratto dall'album in studio More Than Just a Dream dalla Elektra Records.

## Video musicale
Il video musicale del brano, è stato pubblicato il 28 ottobre 2014, diretto da Zak Stoltz.

## Tracce
1. Fools Gold – 3:35